# باستر هوفر
باستر هوفر (بالإنجليزية: Buster Hoover)‏ هو لاعب كرة قاعدة أمريكي، ولد في 12 أبريل 1863 في فيلادلفيا في الولايات المتحدة، وتوفي في 16 أبريل 1924 في جيرسي سيتي في الولايات المتحدة.

## وصلات خارجية
- باستر هوفر على موقعبيزبول رفرنس.كوم (الدوري الرئيسي) (الإنجليزية)
- باستر هوفر على موقعبيزبول رفرنس.كوم (الدوري الثانوي) (الإنجليزية)